# Batalla de Maserfield
La batalla de Maserfield va tenir lloc el 5 d'agost del 641 o 642, entre els reis anglosaxons Osvald de Northúmbria i Penda de Mèrcia, que lluitava amb aliats gal·lesos. La batalla va resultar en la derrota, mort i desmembrament d'Osvald.

## Rerefons
Des de la mort de l'oncle d'Osvald, Edwin de Northúmbria a les mans de Penda a batalla de Hatfield Chase el 633, el poder de Northúmbria sobre les terres al sud del riu Humber havia minvat considerablement.
Osvald havia aconseguit derrotar Cadwallon ap Cadfan de Gwynedd, (aliat de Penda a Hatfield) en la batalla de Heavenfield el 634, recuperant part de l'antiga hegemonia del seu regne, però sempre va trobar en Penda un adversari ferri a qui havia d'eliminar d'una vegada per totes.

## Guerra
La causa de la guerra és desconeguda. Les referències que ens arriben de l'historiador Beda ens mostren a Osvald com un rei sant i devot, en detriment d'un Penda pagà i salvatge. La localitat de la batalla s'identifica a Oswestry ("Oswald's Tree" / "arbre d'Osvald") o en gal·lès "Croes Oswallt" ("Creu d'Osvald"), preservant la tradició que el cos d'Osvald fou esquarterat o crucificat després de mort. En temps de la batalla, Shropshire formava part del Regne de Powys i, per tant, es dedueix que Osvald era l'atacant en terres de l'enemic.
Entre els aliats gal·lesos de Penda es trobava el cabdill Cynddylan ap Cyndrwyn del Regne de Powys i Cadwaladr ap Cadwallon de Gwynedd.

## Batalla
La victòria de Penda fou absoluta. Beda explica que en veure's perdut, Osvald va resar per les ànimes dels seus soldats. Seguidament fou mort i esquarterat i el seu cap i els seus braços foren clavats en estaques. Com Penda era pagà i Osvald era cristià, aquest últim fou considerat màrtir i sant. La Historia Brittonum també atribueix la victòria de Penda a favors diabòlics. Però la interpretació de la batalla com un enfrontament entre pagans i cristians és bàsicament errònia si hi participaren els gal·lesos com aliats de Penda, doncs aquests eren cristians.
Segons les fonts Historia Brittonum i Annales Cambriae, el germà de Penda, Eowa de Mèrcia, també va morir en la batalla. Sembla ser, però, que Eowa no lluitava del bàndol del seu germà, sinó sota les ordres d'Osvald, i que per tant existia una lluita dinàstica entre els dos germans per consolidar el tron de Mèrcia.

## Fets posteriors
Després de la batalla, les terres del sud de Northumbria conegudes com a Regne de Deira, escolliren com a rei un dels seus nobles, Oswine. Al nord, a Bernícia, el germà d'Osvald, Oswiu, va pujar al tron. Northúmbria quedava així fracturada, dividida i feble, i malgrat l'assassinat d'Oswine per ordres d'Oswiu, no es va recuperar fins a la batalla de Winwaed, on finalment els del nord aconseguiren matar a Penda.